# Ibirubá (kommun)
Ibirubá är en kommun i Brasilien.   Den ligger i delstaten Rio Grande do Sul, i den södra delen av landet, 1 500 km söder om huvudstaden Brasília. Antalet invånare är 19 312.
Följande samhällen finns i Ibirubá:
- Ibirubá

Trakten runt Ibirubá består till största delen av jordbruksmark. Runt Ibirubá är det ganska glesbefolkat, med 43 invånare per kvadratkilometer.